# Condado de Edmunds
O Condado de Edmunds é um dos 66 condados do Estado americano da Dakota do Sul. A sede do condado é Ipswich, e sua maior cidade é Ipswich. O condado possui uma área de 2 981 km² (dos quais 14 km² estão cobertos por água), uma população de 4 367 habitantes, e uma densidade populacional de 1,5 hab/km² (segundo o censo nacional de 2000).